# والتر موراي
والتر موراي (بالإنجليزية: Walter Murray)‏ هو لاعب كرة القدم الكندية أمريكي، ولد في 13 ديسمبر 1962 في بيركيلي في الولايات المتحدة.

## وصلات خارجية
- والتر موراي على موقع مرجع كرة القدم المحترفة.كوم (الإنجليزية)
- والتر موراي على موقع JustSportsStats.com (الإنجليزية)
- والتر موراي على موقع كلية كرة القدم في سبورتس رفرنس.كوم (الإنجليزية)